# Kårehamn

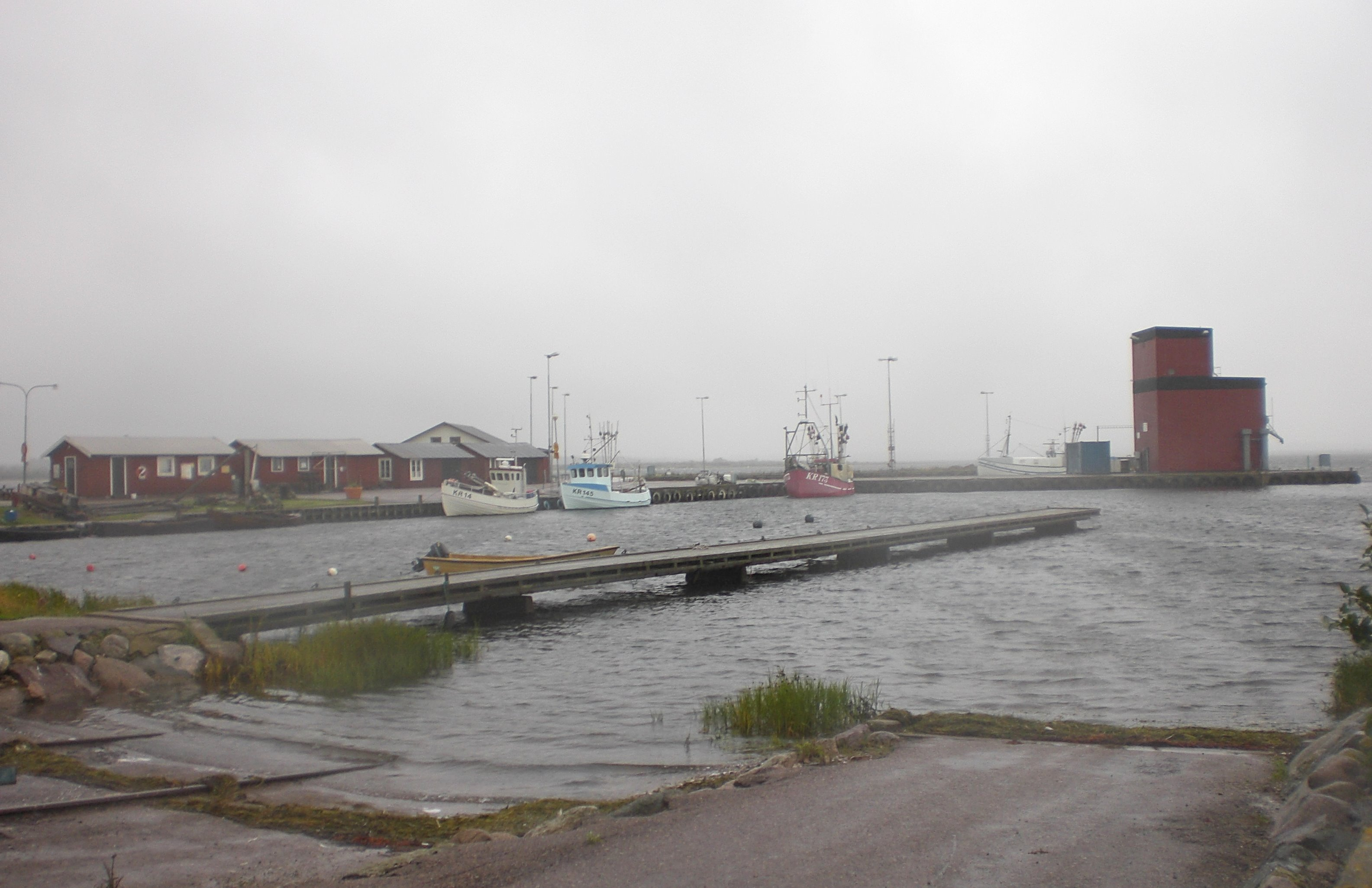
Hafen von Kårehamn

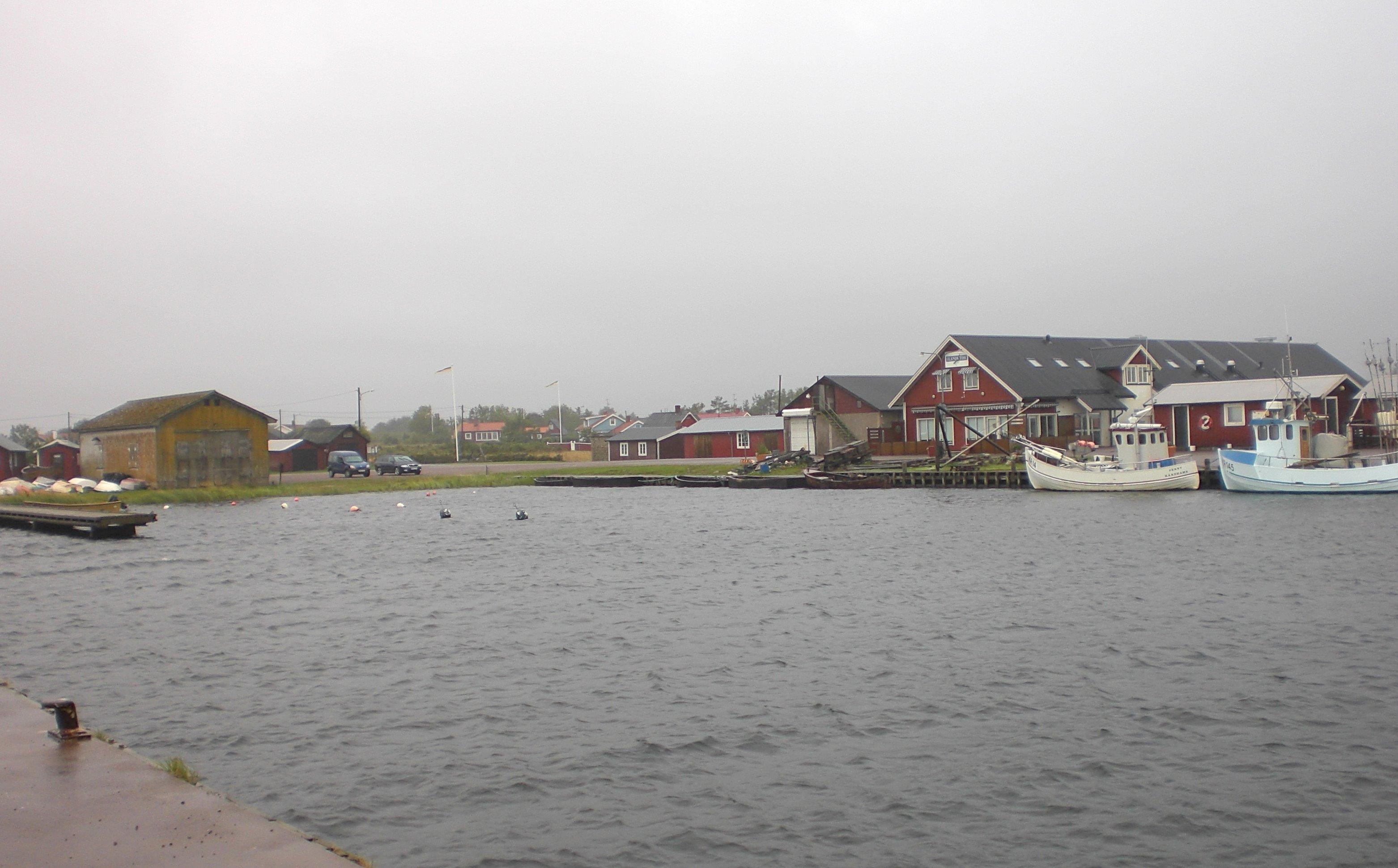
Blick auf Kårehamn

Kårehamn ist ein Dorf an der Ostküste der schwedischen Ostseeinsel Öland.
Das zur Gemeinde Borgholm gehörende Dorf hat weniger als 50 Einwohner (Stand 2005). Kårehamn ist von der entlang der Ostküste der Insel verlaufenden Straße über eine abzweigende, durch Arbelunda führende Stichstraße zu erreichen. Das Zentrum des Orts wird von einem Fischereihafen gebildet. Südlich des Dorfes zieht sich die karge Landschaft eines Alvars. Auf der Seeseite ist dem Hafen die Insel Kårholm vorgelagert.
Bedingt durch den betriebenen Fischfang besteht im Dorf auch Fischhandel und eine entsprechende Gastronomie. Im Hafen befindet sich auch ein kleines Museum. Östlich von Kårehamn liegt die als Badestrand ausgewiesene Bucht Skanvik.
Koordinaten: 56° 57′ N, 16° 53′ O